# Torre al Cielo
La  Torre de Chipre 360° es el mirador turístico y único, más alto de la Ciudad, cuenta con un recorrido  guiado, SKY Walk ( caminar por una pasarela aérea, Columpio extremo, centro interaractivo,  Restaurante 2160, el café de la torre, heladería, Artesanías Namay. ubicado en el Parque del Observatorio de la ciudad de Manizales, Colombia.

## Historia
Antiguamente en el sector donde está construida la torre se encontraba el primer cementerio de la ciudad construido poco después de la fundación de la ciudad, después sería trasladado, dejando el área para la posterior construcción en 1922 del Parque del Observatorio.
Luego de un proceso de remodelación y reforzamiento estructural lo que antes era el Tanque de Chipre se convirtió en la Torre al Cielo, la cual fue inaugurada el 25 de septiembre de 2008 después de haber sido restaurado y modificado, posteriormente retomaría el nombre de Torre de Chipre.

## Atracciones
- Sky Walk consiste en caminar a través del corredor exterior que rodea el mirador de la torre, siendo sujetado por un arnés de seguridad, apreciando las diferentes visuales tanto de la ciudad como de la región.

- Columpio X-Tremo esta atracción consta de un péndulo en donde una o dos personas son sujetadas para luego ser elevadas a una distancia aproximada de 15 metros para continuar con una caída libre.